# 救主堂 (哥本哈根)
55°40′22″N 12°35′38″E / 55.67278°N 12.59389°E
救主堂（丹麥語：Vor Frelsers Kirke）是丹麦哥本哈根的一座巴洛克教堂，最为著名的是它的酒钻形尖顶与外部的螺旋楼梯，从楼梯可以爬上塔顶，俯瞰哥本哈根市中心的全景。它还以北欧最大的钟乐器著称，每天从8时至午夜十二时演奏旋律。

## 历史
当克里斯蒂安四世在1617年计划克里斯蒂安港时，打算在Amager岛上建一个独立的商人城，因此它需要一个教堂。1639年建立了一个临时教堂，目前的救主堂由Lambert van Haven设计，于1682年开始修建。这座教堂在14年后的1695年开幕，但内部的祭坛仍是临时性的，钟楼还没有尖顶。1732年该教堂建成了永久的祭坛，兴建尖顶的计划直到1747年弗雷德里克五世统治时期才得以制定。建筑师是Lauritz de Thurah。他很快就放弃了Haven的原始设计，改用自己的设计，并于1749年得到国王的批准。三年后尖顶完成，1752年8月28日，国王举行了登塔仪式。

## 建筑
该教堂为荷兰巴洛克风格，希腊式十字平面。

## 其他
法国画家Édouard Riou 在法国插图本地心历程中描绘了这座教堂，但搞错了尖顶的方向。